# Cephalaspis
Cephalaspis är ett släkte utdöda fiskar från Devonperioden med förbenad, stor rund huvudsköld och fjällig kropp.
Släktet tillhörde den utdöda klassen Osteostraci. 